# Ulkerup Skov
Ulkerup Skov är en skog i Danmark. Den ligger i Region Själland, i den östra delen av landet. Ulkerup Skov ligger på ön Sjælland. I skogen finns många diken och några insjöar.